# 6784 Bogatikov
6784 Bogatikov (1990 UN13) là một tiểu hành tinh vành đai chính được phát hiện ngày 28 tháng 10 năm 1990 bởi L. I. Chernykh ở Đài vật lý thiên văn Crimean.